# Martijn Le Coultre

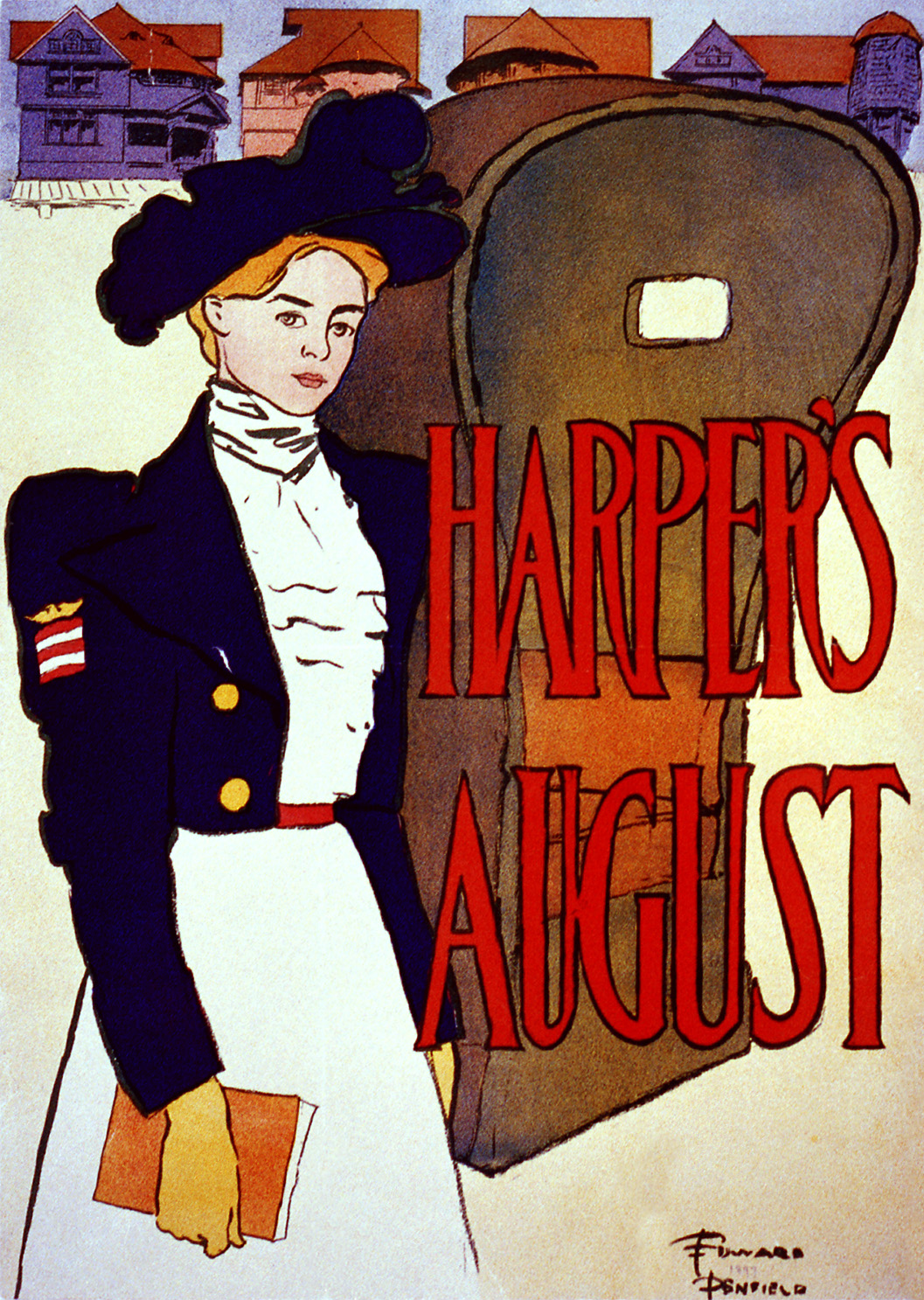
Poster ontworpen door Edward Penfield voor Harper's Magazine uit 1897.

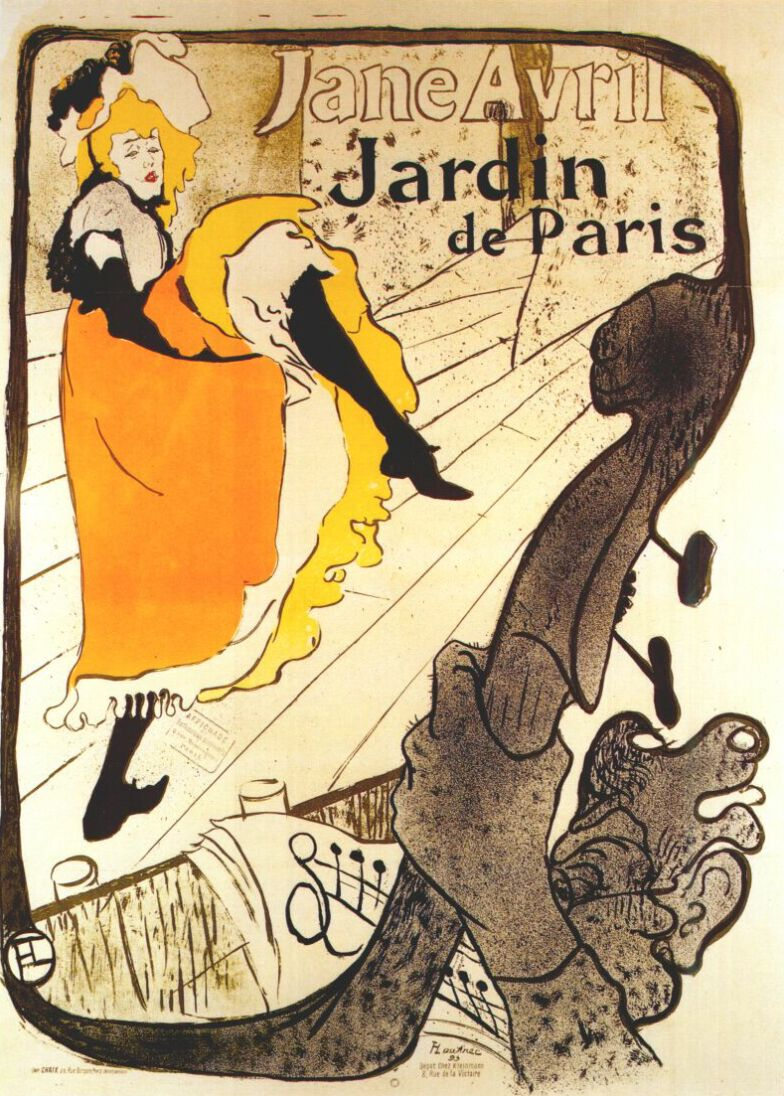
Toulouse Lautrec afbeelding van Jane Avril

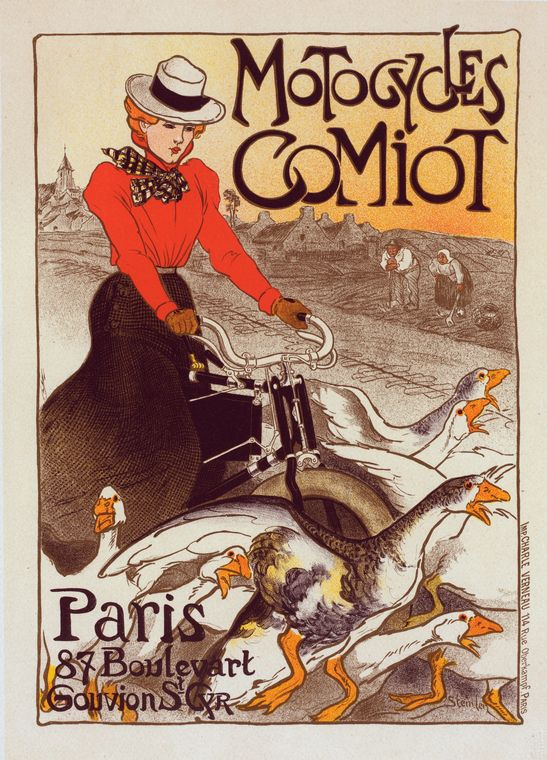
Théophile Alexandre Steinlen: Motocycles Comiot, 1899

Martijn F. Le Coultre (1959) is een Nederlands afficheverzamelaar in Laren (Noord-Holland) en de belangrijkste auteur in Nederland van boeken op het gebied van affiches.
Wie een affiche zoekt voor een expositie of publicatie, kan vaak bij hem terecht of in het verleden bij zijn inmiddels overleden collega-verzamelaar Werner Löwenhardt. Beiden schonken hun affiches van Nederlandse origine aan Het ReclameArsenaal, een speciaal aan affiches en ander reclamemateriaal gewijd museum.
In 1975, vijftien jaar oud, hielp Le Coultre een tante met het opruimen van wat rommel. Toen hij een rol met affiches tegenkwam, waarschuwde tante hem die niet weg te gooien. Het waren de laatste overblijfselen van een verzameling die zijn oom, kunstenaar Otto van Tussenbroek, aan het Stedelijk Museum in Amsterdam had geschonken. Hij mocht een exemplaar uitzoeken en koos Etoile du Nord van A.M. Cassandre uit 1927 en prikte die aan zijn kamermuur.
25 jaar later beschikt Le Coultre over een fraaie collectie. Alle topstukken zijn er: van het slaolie-affiche van Jan Toorop en affiches van Toulouse-Lautrec tot een affiche voor GISO-lampen van Gispen. De Russische Stenberg Brothers en de nagenoeg onbetaalbare Italiaanse ontwerper Marcello Dudovich zijn zelfs met meerdere affiches vertegenwoordigd. Martijn Le Coultre heeft een verzameling van circa 5000 internationale affiches.
Hij is bestuurslid van diverse organisaties, zoals: voorzitter van de Stichting Design Museum Dedel, secretaris van de IADDB en voorzitter van de Stichting het ReclameArsenaal.

## Loopbaan
Le Coultre werd in 1995 tot notaris benoemd. Hij vestigde zich eerst in Hilversum en in 2006 in Laren. In oktober 2018 werd hij door de Kamer van Toezicht uit het ambt ontzet wegens (de schijn van) belangenverstrengeling. Daaraan had hij zich bezondigd bij de afwikkeling van de erfenis van Marie-Antoinette Carlier, de laatst overgebleven dochter van de Belgische bankier en oliemagnaat Hector Carlier. Om de zaken met betrekking tot een landgoed af te handelen, had Le Coultre een stichting opgericht waarbij hij zelf als certificaathouder recht had op de opbrengst van het landgoed. Uiteindelijk is hij door deze constructie meer dan 2 miljoen euro rijker geworden. Door deze constructie had hij "zichzelf in de positie gebracht dat hij in privé een economisch belang kreeg in de nalatenschap waarbij hij als notaris betrokken was", oordeelde de Kamer van Toezicht, die hem daarom uit het notarisambt ontzette.
Le Coultre is in hoger beroep gegaan van de uitspraak van de Kamer van Toezicht. Hierdoor is de ontzetting opgeschort. In november 2019 heeft de notariskamer van het Gerechtshof Amsterdam de beslissing van de Kamer van Toezicht bevestigd en geoordeeld dat Le Coultre alsnog uit het ambt van notaris zal worden ontzet. Deze uitspraak werd in februari 2021 na beroep in cassatie bevestigd door de Hoge Raad.